# Moschea di Atik Mustafa Pascià
La moschea di Atik Mustafa Pascià (in turco Atik Mustafa Paşa Camii, anche nota come Hazreti Cabir Camii) è una ex Chiesa ortodossa di Istanbul, convertita in moschea dagli ottomani. La dedica della chiesa non è nota e per un lungo periodo venne identificata come Chiesa dei santi Pietro e Marco senza alcuna fonte probatoria. Ora sembra più probabile che possa identificarsi con la Chiesa di santa Tecla del Palazzo delle Blacherne (in greco Άγία Θέκλα τοῦ Παλατίου τῶν Βλαχερνών?, Hagia Thekla tou Palatiou tōn Vlakhernōn). Lo stile architettonico è quello dell'XI-XII secolo.

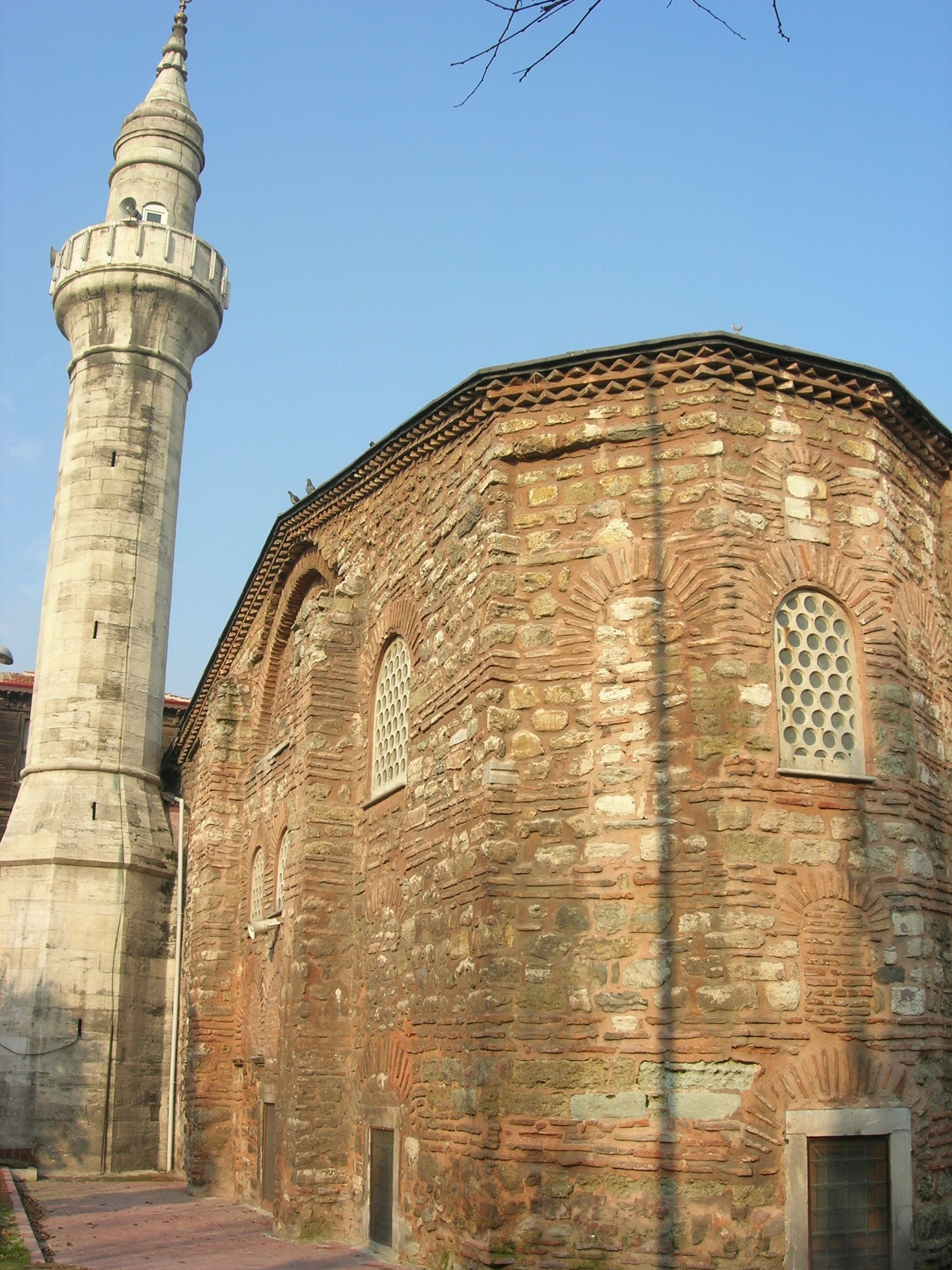
L'abside dell'edificio

L'edificio si trova nel distretto di Fatih, nel quartiere di Ayvansaray, a Çember Sokak. Si trova a poche centinaia di metri dalle mura di Costantinopoli, a breve distanza dalla riva del Corno d'Oro e ai piedi della sesta collina di Costantinopoli.

## Storia
Verso la metà del IX secolo, la principessa Tecla, figlia maggiore dell'imperatore Teofilo fece ampliare un piccolo oratorio, esistente a 150 m ad est della chiesa di Santa Maria delle Blacherne, dedicata alla santa sua omonima. Nel 1059, su questo sito, l'imperatore Isacco I Comneno fece costruire una grande chiesa in ringraziamento per essere sopravvissuto ad un incidente di caccia. La chiesa era famosa per la sua bellezza, e Anna Comnena scrisse che sua madre, Anna Dalassena, vi andava spesso a pregare. Dopo la caduta di Costantinopoli, l'edificio venne gravemente danneggiato dal terremoto del 1509, che distrusse la cupola. Subito dopo, il Kapicibaşi (e dopo Gran Visir) Koca Mustafa Pascià, condannato a morte nel 1512, riparò i danni e convertì la chiesa in una moschea. Verso la fine del XIX secolo, un hammam, posto a 150 m a sud dell'edificio apparteneva alla fondazione che gestiva la moschea. Nel 1692, Şatir Hasan Ağa fece costruire una fontana di fronte alla moschea. Nel 1729, durante il grande incendio di Balat, l'edificio venne gravemente danneggiato e poi restaurato alcuni anni dopo. Nuovamente danneggiata dal terremoto del 1894, che distrusse il minareto, la moschea venne riaperta al culto nel 1906. L'ultimo restauro venne eseguito nel 1922. In quella occasione, un fonte battesimale cristiano in marmo venne trasferito ai Musei archeologici di Istanbul. All'interno dell'abside sud dell'edificio si trova la Türbe (mausoleo) di Hazreti Cabir Ibn Abdallah-ül-Ensamı, uno dei compagni di Eyüp, caduto nelle vicinanze nel 678 durante il primo assedio arabo di Costantinopoli.

## Architettura

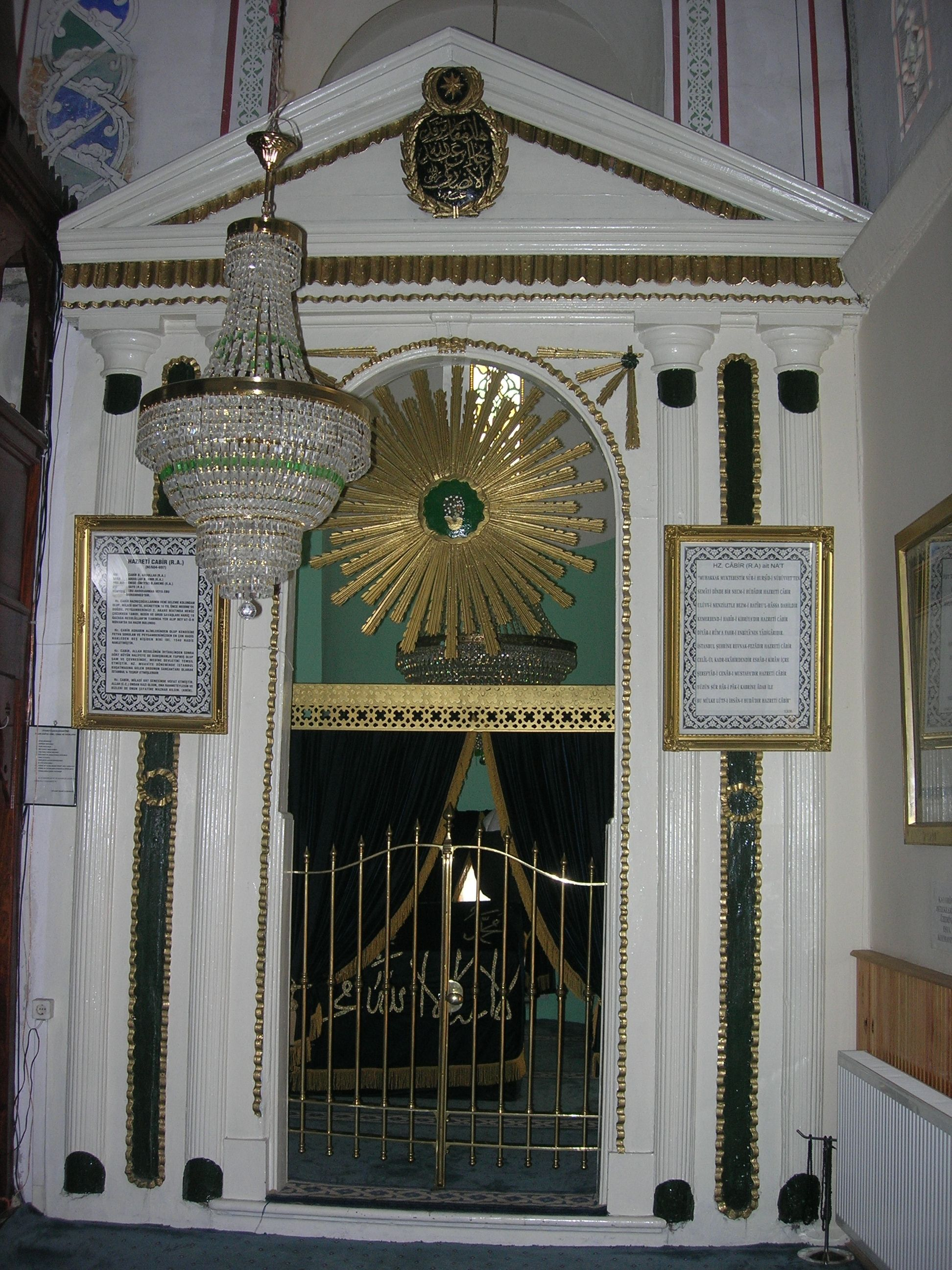
Tomba di Hazreti Cabir posta nell'abside sud.

L'edificio è lungo 17,5 m. e largo 15 ed ha una pianta a croce greca sormontata da una cupola. Ha un orientamento nord-est – sud-ovest ed è costituita da tre absidi poligonali, mentre il nartece è andato distrutto. L'edificio ha una cupola senza tamburo, la quale è quasi certamente ottomana, anche se gli archi ed i pilastri che la sostengono sono bizantini. I bracci della croce, la pastophoria, la Prothesis ed il Diaconicon sono coperti da volte a botte e comunicano fra loro attraverso degli archi aperti. Le pareti nord e sud hanno tre arcate a livello del suolo, tre finestroni al primo piano e una finestra a tre luci al secondo. Sul lato di sud-est, le tre absidi sporgono all'esterno. Il tetto, i cornicioni ed il nartece ligneo, che sostituisce l'originale bizantino, sono ottomani. Un fonte battesimale cruciforme, che apparteneva al battistero della chiesa ed era sito sul lato opposto della strada è stato spostato ai Musei archeologici di Istanbul. I pilastri sui quali si regge la cupola, che formano la pianta a croce interna, hanno forma di L. Essi sono un esempio della fase che precede quella della chiesa a croce inscritta con quattro colonne. Resti di affreschi, siti nella parete sud della chiesa, sono stati raccolti in una pubblicazione. Inoltre, durante i lavori di restauro del 1990, sono state trovate diverse tessere a dimostrazione che la chiesa era dotata di mosaici oltre agli affreschi. Nonostante la sua rilevanza architettonica, l'edificio non è mai stato sottoposto a studi sistematici.